# 1260年代
| 千纪： | 2千纪                                                                                            |
| 世纪： | 12世纪 \| 13世纪 \| 14世纪                                                                       |
| 年代： | 1230年代 \| 1240年代 \| 1250年代 \| 1260年代 \| 1270年代 \| 1280年代 \| 1290年代                 |
| 年份： | 1260年 \| 1261年 \| 1262年 \| 1263年 \| 1264年 \| 1265年 \| 1266年 \| 1267年 \| 1268年 \| 1269年 |

## 大事记
- 1260年，忽必烈即位，建元中统。
- 1261年，拉丁帝國灭亡。
- 1264年，阿里不哥失败。
- 1265年，英格兰贵族西蒙·德·孟福尔，第六代莱切斯特伯爵召集第一届英格兰议会在威斯敏斯特宫召开第一次会议。

## 出生
- 元成宗（1265年）
- 但丁（1265年）

## 逝世
- 李璮（1262年）
- 宋理宗（1264年）
- 旭烈兀（1265年）
- 阿里不哥（1266年）